# Pei Partnership Architects

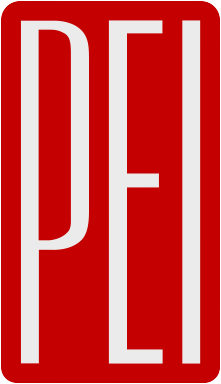

Pei Partnership Architects est un cabinet d'architecture fondé en 1992 par Chien Chung Pei et Li Chung Pei, les fils d'Ieoh Ming Pei et pendant de nombreuses années des membres de son propre cabinet, I. M. Pei & Partners (futur Pei Cobb Freed & Partners). Ieoh Ming Pei y travaille comme consultant.
Basé à New York, le cabinet dispose également d'un bureau à Pékin. Le cabinet a reçu de nombreuses récompenses d'architecture.
Parmi leurs œuvres majeures se trouvent le Macao Science Center, le musée de Suzhou, le Ronald Reagan UCLA Medical Center et divers immeubles de bureaux. L'un de leur dernier projet est un bâtiment pour le China Institute (en).

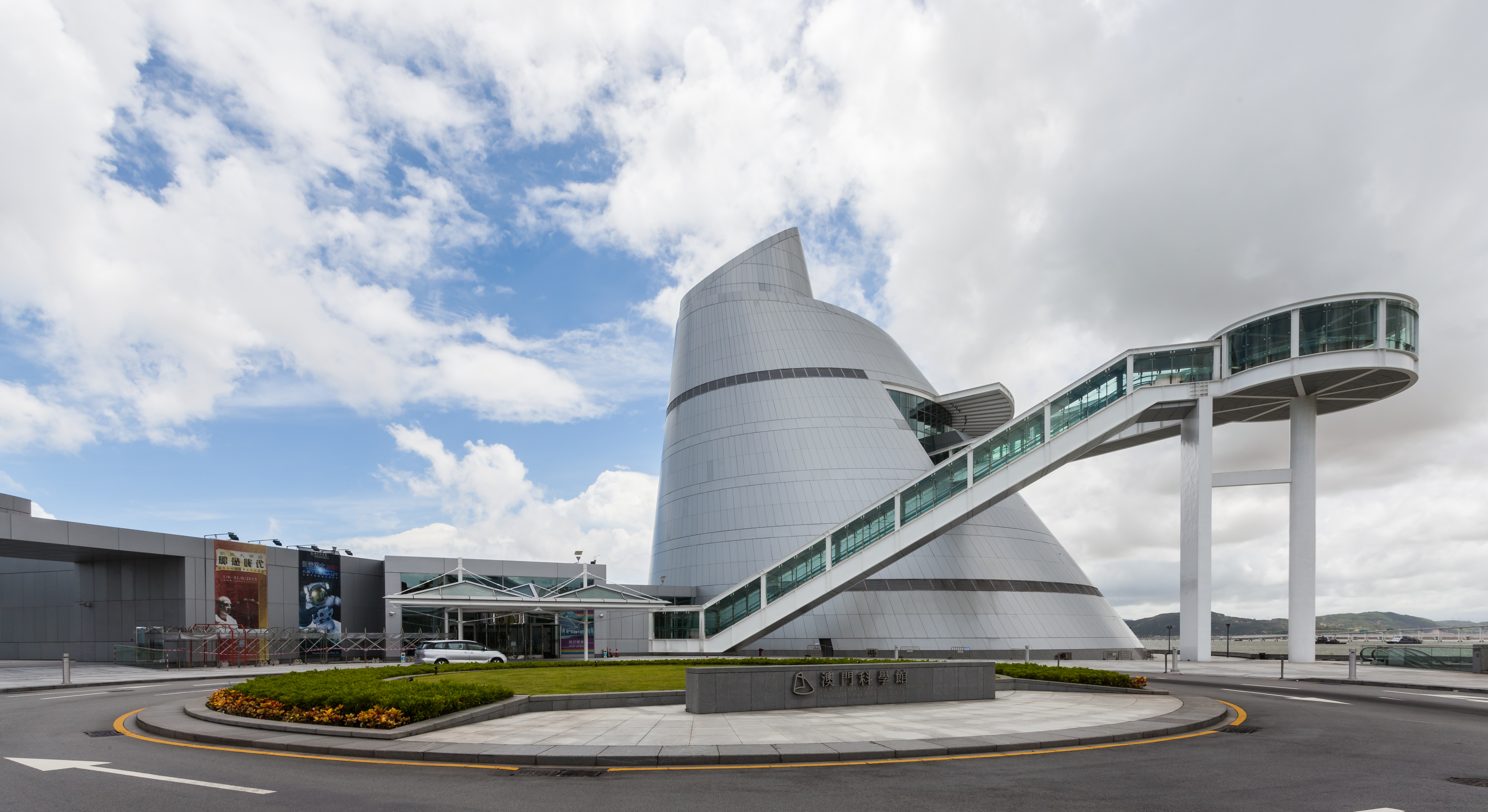
Le Macao Science Center.